# 熊亚瑄
熊亚瑄（1996年9月25日—），江西南昌人，中国国家射击队成员。

## 战绩
2008年7月，熊亚瑄进入南昌市女子手枪项目班开始业余射击训练，之后入选江西省射击运动管理中心集训。2016年，正式进入省射击队。2017年，全国射击团体、个人锦标赛中勇夺女子25米运动手枪冠军。2017年第十三届天津全运会射击女子25米运动手枪决赛中，她以32中获得亚军（冠军为纪晓晶）。2019年10月，武汉军运会女子25米手枪团体比赛中，她与张梦圆、林月美合力打出1742环，获得冠军。
2019年射击世界杯赛（巴西站）女子25米手枪，她以资格赛587环、决赛33中成绩，为中国队拿到入场券。2021年3月26日，国家步手枪射击队东京奥运会最终队伍选拔赛女子25米运动手枪项目比赛中，熊亚瑄打出44中，以超世界纪录的成绩获得冠军，在最终积分榜上以236分排名第一，拿到2021年东京奥运会的参赛资格。2021年，入选2020年夏季奥林匹克运动会中国代表团，参加东京奥运会女子25米手枪比赛，预赛以580环位列第16名，无缘决赛。